# USS Independence (CVL-22)
El USS Independence (CVL-22) fue un portaviones ligero de la Armada de los Estados Unidos, el primero de la clase Independence de la Segunda Guerra Mundial.
Fue colocada la quilla en 1941 por New York Shipbuilding Corporation de Camden (Nueva Jersey). Fue botado el casco en 1942. Y fue asignado en 1943. Fue dado de baja en 1946. Fue uno de los buques objetivo dispuestos en el atolón Bikini (Oceanía) durante la Operación Crossroads.